# Paranã
Paranã är en kommun i Brasilien.   Den ligger i delstaten Tocantins, i den centrala delen av landet, 300 km norr om huvudstaden Brasília. Antalet invånare är 10 335.
Omgivningarna runt Paranã är huvudsakligen savann. Trakten runt Paranã är nära nog obefolkad, med mindre än två invånare per kvadratkilometer.